# Nukata
Nukata bylo město v okrese Nukata v prefektuře Aiči v Japonsku.
V roce 2003 mělo město odhadem 9307 obyvatel a hustotu zalidnění 58,07 obyvatel na 1 km2. Celková rozloha města byla 160,27 km2.
1. ledna 2006 byla Nukata včleněna do sousedního města Okazaki.